# Acura ARX-01
L'Acura ARX-01 è una vettura da competizione realizzata dall'Acura nel 2007.

## Sviluppo
Nel 2006, presso il North American International Auto Show di Detroit, l'Acura annunciò la sua imminente partecipazione alle competizioni dei campionati American Le Mans Series e Le Mans Series nella categoria LMP2. Il mezzo che avrebbe dovuto mettere in pratica tale annuncio era l'ARX-01, il quale si poneva come la prima vettura realizzata dalla casa nipponica per la partecipazione a gare di questo tipo.

## Tecnica
Per la realizzazione delle vetture vennero impiegati dei monoscocca in fibra di carbonio ed alluminio forniti dalla Lola e dalla Courage, mentre il propulsore equipaggiato era un Acura/HPD LM-V8 3.4 gestito da un cambio sequenziale a sei marce.
Nel 2011 i motori V8 vennero sostituiti con dei nuovi V6.

## Attività sportiva
Per la stagione 2007 due telai Lola vennero forniti ai team Andretti Green Racing e Highcroft Racing, mentre quello Courage venne affidato alla Fernández Racing. Vennero impiegati per la prima volta nella 12 Ore di Sebring, dove il mezzo della Andretti Green Racing ottenne la vittoria di classe ed il secondo posto assoluto.
Nel 2008 la stagione fu un discreto successo, in quanto le ARX-01 aggiornate alla versione b riuscirono ad aggiudicarsi 6 delle 11 gare dell'ALMS. La Highcroft Racing si classificò seconda nel campionato a squadre, mentre l'Andretti Green Racing fu quarta e la Fernández Racing quinta.
Nel 2009, con la vettura aggiornata alla versione c, la Fernandez Racing riuscì ad aggiudicarsi il campionato costruttori, piloti e team nella classe LMP2.
Nel 2010 iniziò l'impiego delle ARX-01 nella Le Mans Series con il team Strakka Racing, mentre la squadra Highcroft Racing continuava l'impegno nell'ALMS. Quest'ultima vinse il campionato LMP2, mentre il team britannico si classificò secondo nella Le Mans Series.
Nel 2011 venne introdotta la versione d, ma i risultati furono deludenti a causa delle migliori prestazione delle altre vetture.